# Halstead
Halstead é uma cidade e paróquia civil do distrito de Braintree, no Condado de Essex, na Inglaterra. Sua população é de 12.055 habitantes (2015). Halstead foi registrada no Domesday Book de 1086 como Hal(te)steda.